# Miroslav Hajdučko
Miroslav Hajdučko (* 8. května 1968) je bývalý slovenský fotbalista, útočník.

## Fotbalová kariéra
V československé lize hrál za FC Vítkovice. Nastoupil v 11 ligových utkáních a dal 2 góly. Ve druhé nejvyšší soutěži hrál za Chemlon Humenné. Ve slovenské lize nastoupil ve 197 utkáních a dal 27 gólů.

## Ligová bilance
| Ročník                                      | Zápasy | Góly | Klub            |
| ------------------------------------------- | ------ | ---- | --------------- |
| 1. slovenská národní fotbalová liga 1985/86 | 5      | 0    | Chemlon Humenné |
| 1. slovenská národní fotbalová liga 1986/87 | 11     | 1    | Chemlon Humenné |
| 1. slovenská národní fotbalová liga 1987/88 | 6      | 1    | Chemlon Humenné |
| 1. československá fotbalová liga 1991/92    | 11     | 2    | FC Vítkovice    |
| CELKEM 1. liga                              | 11     | 2    |                 |